# International Aid Transparency Initiative
Die International Aid Transparency Initiative (IATI) ist eine internationale Initiative, um die Finanzflüsse in der Entwicklungszusammenarbeit transparenter und vergleichbar zu machen. IATI verfolgt mehrere Teilziele, die insgesamt die Wirksamkeit der Entwicklungszusammenarbeit erhöhen und die globale Armut reduzieren sollen. Die Teilziele von IATI sind:
- die Rechenschaftslegung der beteiligten Organisationen zu erhöhen,
- die Kooperation unter den verschiedenen Akteuren zu verbessern,
- die Planbarkeit der Gelder zu stärken und
- Korruption zu bekämpfen.

## Entstehung
IATI ist auf dem dritten High Level Forum on Aid Effectiveness (HLF3) am 4. September 2008 in Accra gegründet worden. Das High Level Forum ist Teil einer von der OECD organisierten Reihe internationaler Konferenzen zur Erhöhung der Wirksamkeit der Entwicklungszusammenarbeit und zur Erreichung der Millenniums-Entwicklungsziele der Vereinten Nationen. Teilnehmer der Konferenz waren Vertreter von Geberstaaten, von Entwicklungsländern und von zivilgesellschaftlichen Organisationen.
Bereits auf dem zweiten High Level Forum on Aid Effectiveness in Paris 2005 wurde die Bedeutung der Transparenz von Finanzflüssen betont. Im Vorfeld der Accra-Konferenz drängten vor allem Entwicklungsländer und zivilgesellschaftliche Organisationen wie PublishWhatYouFund und das BetterAid-Netzwerk auf maßgebliche Schritte zur Erhöhung der Konferenz. In der Abschlusserklärung der Accra Konferenz, dem Aktionsplan von Accra, wurde die Bedeutung der Transparenz unterstrichen.
Die Initiative wurde vom Staatssekretär für Internationale Entwicklung Großbritanniens, Douglas Alexander, dem Direktor des Entwicklungsprogramms der Vereinten Nationen (UNDP) Kemal Derviş, dem Finanzminister Ruandas James Musconi und dem Präsidenten von Civicus Kumi Naidoo vorgeschlagen. Inhalt der Initiative sollte die Schaffung eines gemeinsamen Datenstandards der Geldgeber sein. Die IATI hat 14 Gründungsmitglieder: Großbritannien, Niederlande, Schweden, Finnland, Dänemark, Deutschland, Irland, Australien, Neuseeland, die Europäische Kommission, die Weltbank, UNDP, die  Globale Allianz für Impfstoffe und Immunisierung (GAVI) und die William and Flora Hewlett Foundation.

## Entwicklung der Initiative
Nach der Gründung der Initiative fanden von der UNDP organisierte Konsultationen in verschiedenen Regionen der Welt statt, um den Informationsbedarf von Regierungen und Zivilgesellschaft zu erfassen. Diese Konsultationen und Abstimmungen unter den Geldgebern führten am 9. Februar 2011 zur Verabschiedung eines gemeinsamen Datenstandards. Auf dem vierten High Level Forum on Aid Effectiveness in Busan (HLF4) in Südkorea, wurde IATI weiter gestärkt, u. a. durch den Beitritt der Vereinigten Staaten von Amerika und durch die Vereinbarung im Rahmen der Busan Partnership-Erklärung, bis Ende 2015 einen gemeinsamen, offenen und maschinenlesbaren Datenstandard zu veröffentlichen. Im Vorfeld des HLF4 veröffentlichten die ersten 19 Geldgeber ihre Daten im IATI Standard. Mit der Umsetzung dieser Erklärung werden mindestens 75 Prozent der globalen offiziellen Entwicklungshilfe in dem einheitlichen IATI Standard zur Verfügung stehen.
Im August 2013 sind 15 bilaterale Geldgeber, 18 multilaterale Geldgeber, 21 Partnerländer und 5 nichtstaatliche Organisationen Mitglieder von IATI. 175 Geldgeber haben bereits Daten im IATI-Register veröffentlicht.

## Inhalt des Standards und IATI-Register
Der IATI Standard umfasst eine Liste von Informationen, die Geldgeber der internationalen Entwicklungszusammenarbeit in einem maschinenlesbaren Format (XML) veröffentlichen sollten. Die Daten sollten strukturiert und unter einer offenen Lizenz als Open Data veröffentlicht werden. Die zu veröffentlichenden Informationen umfassen einige Basisdaten zur Geberorganisation (Name, Identifizierungsnummer, Gesamtbudget) sowie Basisdaten zu allen Einzelprojekten (Name, Projektnummer, Land, Sektor, Gesamtbudget etc.)
Die Daten werden auf der Webseite des jeweiligen Geldgebers veröffentlicht und zu dem IATI-Register verlinkt. Das IATI-Register ist damit keine Datenbank, sondern stellt eine Sammlung von Links zu Geberdaten dar. Über Suchfunktionen und Datenschnittstellen stehen diese Daten für alle frei zur Verfügung.
Durch die Verabschiedung der Open Data Charta auf dem G8-Treffen 2013 sind alle G8-Länder auch Mitglieder von IATI geworden. Auf dem Weltgipfel für humanitäre Hilfe im Mai 2016 in Istanbul verpflichteten sich weitere Geldgeber zu einer Veröffentlichung, sodass im Jahr 2016 eine Zahl von 480 Geldgebern Daten veröffentlichte.

## Mehrwert zu bestehenden Datenbanken.
Bis zur Umsetzung der IATI gab es vor allem eine Datenquelle zur internationalen Entwicklungszusammenarbeit: die Datenbank der OECD, das Creditor Reporting System (CRS). Der Mehrwert von IATI im Vergleich zum CRS betrifft mehrere Aspekte.

### Aktuelle Daten
Das CRS ist eine Datenbank mit statistisch validierten Daten, die von den Geldgebern für Finanzflüsse in der Vergangenheit gemeldet werden. Unter anderem aufgrund der intensiven statistischen Validierung sind die Daten im CRS in der Regel ein bis zwei Jahre veraltet. Die IATI strebt nicht die Veröffentlichung statistisch validierter Daten an, sondern eine Veröffentlichung von aktuellen und vorausschauenden „Management-Daten“, die weitgehend korrekt sind.

### Detaillierte Daten
Das CRS bietet wenige Daten zu Projektaktivitäten wie die Sektorkodierung eines Projekts zur Beschreibung der Projektaktivitäten (z. B. Grundschulbildung). Im Vergleich dazu umfasst der IATI-Standard beispielsweise subnationale geographische Daten, Kontaktinformationen, Informationen zu Lieferbindung, Links zu Projektdokumenten und einzelne Finanztransaktionen.

### Umfassende Daten
Das CRS ist eine Datenbank der OECD mit Informationen zu bilateralen und multilateralen Organisationen. Mit wenigen Ausnahmen finden sich keine Daten zu privaten Gebern wie Stiftungen und Nichtregierungsorganisationen. Die IATI ist zwar von bilateralen und multilateralen Geldgebern initiiert worden, ist aber von Anfang an offen für alle Finanzflüsse der internationalen Entwicklungszusammenarbeit. So hatten 2013 bereits über 70 nichtstaatliche Organisationen ihre Projektdaten im IATI-Standard veröffentlicht. Das IATI Sekretariat hat eine detaillierte Beschreibung der Unterschiede zwischen CRS und IATI vorgelegt.

## Datennutzung
Über das IATI-Register stellt die IATI Rohdaten bereit. Die an der Initiative beteiligten Akteure gehen davon aus, dass IATI selber nicht in der Lage ist, die Daten so aufzubereiten, dass alle Informationsbedarfe gedeckt werden können. Stattdessen werden allen potentiellen Nutzern die Daten in maschinenlesbarer Form und mit einer offenen Lizenz bereitgestellt, damit sie selbst ihre Datenanwendungen erstellen können. Parallel dazu sind jedoch auch schon einige Anwendungen von zivilgesellschaftlichen und staatlichen Organisationen entwickelt worden, die von allen Interessierten genutzt werden können. Beispiele für diese Datenanwendungen auf der Basis von IATI sind: AKVO OpenAid, Aidview, Aiddata und FLOW.

## Organisation
IATI ist keine Organisation, sondern ein Netzwerk von staatlichen, multilateralen, privaten und nichtstaatlichen Organisationen. Entscheidungen werden in IATI durch den Lenkungsausschuss getroffen. In diesem Gremium sind bilaterale und multilaterale Geber, nichtstaatliche Organisationen und Partnerländer vertreten. Die inhaltliche Entwicklung der Initiative wird im Rahmen der Technical Advisory Group (TAG) vorangetrieben, die sich in der Regel einmal im Jahr trifft, um dem Lenkungsausschuss Zuarbeit zu leisten. Die tägliche Verwaltung, die Organisation des Lenkungsausschusses und der TAG obliegt dem IATI-Sekretariat, das seit 2013 von einem Konsortium staatlicher, multilateraler und nichtstaatlicher Organisationen zusammengesetzt ist. Das Bundesministerium für wirtschaftliche Zusammenarbeit und Entwicklung (BMZ) ist Mitglied im Lenkungsausschuss und im TAG. Die Open Knowledge Foundation Deutschland ist Mitglied im TAG.

## Umsetzung in Deutschland
Die Bundesregierung zählt zu den Gründungsmitgliedern von IATI und hat im Dezember 2012 einen ersten Umsetzungsplan vorgelegt. Im März 2013 hat das Bundesministerium für wirtschaftliche Zusammenarbeit und Entwicklung (BMZ) die ersten Daten im IATI-Standard veröffentlicht. Bis 2015 ist vorgesehen, dass Daten zur gesamten staatlichen deutschen Entwicklungszusammenarbeit veröffentlicht werden. Im August 2013 hatte noch keine deutsche Nichtregierungsorganisation den Standard umgesetzt.